# 汤姆·霍尔特
托马斯·查尔斯·路易斯·霍尔特（1961年9月13日－），英国小说家。除以本名创作外，他还以K·J·帕克为笔名创作奇幻小说。

## 生平
霍尔特生于伦敦，是小说家黑兹尔·霍尔特之子，曾就读于威斯敏斯特公学、牛津大学瓦德汉学院和伦敦法学院。在成为全职作家前，他曾在萨默塞特郡担任事务律师七年。
他的其中一部分作品属于新神话主义小说，以幽默新颖的方式戏仿或重构神话、历史和文学元素。他还以"托马斯·霍尔特"为名创作了多部历史小说。1989年与史蒂夫·纳隆合作撰写自传体讽刺小说《我，玛格丽特》，以玛格丽特·撒切尔为主角。

## K·J·帕克
K·J·帕克是霍尔特创作奇幻小说时使用的笔名。该身份被成功保密17年，直至2015年4月才公之于众。
帕克的小说虽设定在架空世界，拥有虚构地理和历史，但回避了魔法等典型奇幻元素。其短篇小说则常探讨魔法及其引发的困境，多呈现角色因无意行为导致自我毁灭的悲剧主题。帕克作品的其他核心主题包括政治博弈、技术创新（特别是颠覆性创新），以及两者作为权力手段时的作用。